# بیگ تری (کالیفرنیا)
بیگ تری (به انگلیسی: Big Trees) یک منطقهٔ مسکونی در ایالات متحده آمریکا است که در شهرستان کالاوراس، کالیفرنیا واقع شده‌است. بیگ تری ۱٬۴۴۱ متر بالاتر از سطح دریا واقع شده‌است.